# Електричний елемент
Електричним елементом називають конструктивно-завершений, виготовлений в промислових умовах виріб, здатний виконувати свої функції в складі електричних кіл.

## Основні параметри електроелементів

### Номінальні значення величин
- Номінальний опір Rн або Rном.
- Номінальна ємність Cн або Cном.
- Номінальна індуктивність Lн або Lном.

### Клас точності
Допустиме відхилення (або клас точності) характеризує допустимі відхилення величини від номінальної і не є показником якості електроелементів. Ряди допустимих відхилень: ±5, ±10 і ±20 є найбільш часто використовуваними.
Межі допустимих відхилень вказуються у відсотках від номінальної величини.

### Електрична міцність
Здатність елемента витримувати електричні навантаження без втрати працездатності характеризується наступними параметрами:
- Робоча напруга Uроб — це максимальна напруга, при якій за нормальних умов елемент може перебувати протягом гарантованого терміну служби.
- Номінальна напруга Uн.
- Напруга пробою або пробивна напруга Uпр — це мінімальна напруга, при якій відбувається пробій ізоляції.
- Дослідна напруга Uдос показує максимальну напругу, при якій елемент може перебувати напротязі від декількох секунд до хвилини. Використовується при перенапруженні.

### Потужність
Номінальна потужність Pн — це максимально допустима потужність, яку елемент може розсіювати протягом гарантованого терміну служби при нормальних умовах. Як правило, цей параметр вказується для резисторів, так як саме вони призначені для поглинання електричної енергії.

### Втрати
Втрати існують в будь-якому електричному елементі:
- Втрати активного опору.
- Діелектричні втрати на поляризацію через недосконалість діелектрика.
- Втрати на опір, що носиться різними екранами, сердечниками деталей і т. п
- Втрати, що наносяться різними навантаженнями.
- Скін-ефект (поверхневий ефект) виникає при змінному струмі в прямолінійному провіднику. Він зменшує ефективну площу провідності провідника до кільцевої частини поперечного перерізу. Виникає внаслідок розбіжності ліній магнітного поля.
- Ефект близькості проявляє себе в близько розташованих провідниках. Внаслідок взаємної електричного взаємодії між носіями заряду в провідниках (наприклад, відштовхуюча сила Кулона між електронами) виникає зниження ефективної площі перетину, і втрати зростають.

Ці втрати залежать від частоти, характеру провідника і від шорсткості поверхні (подовжується шлях струму і опір зростає). Параметри, що характеризують втрати:
- Тангенс кута втрат tg δ, де δ — кут діелектричних втрат. Визначається відношенням активної потужності Pа до реактивної Pр при синусоїдальній напрузі певної частоти.
- Добротність Q. Для котушки вона протилежна tg δ.

Терміни добротності і тангенс кута втрат застосовують для конденсаторів, індуктивностей і трансформаторів.

### Стабільність
Стабільність параметрів — є здатність електроелементів зберігати свої властивості при впливі зовнішніх факторів, таких як температурні, механічні впливи (вібрація, удари), нестандартні кліматичні умови (підвищена температура, вологість або тиск навколишнього середовища) та ін.

#### Температурний вплив
Температурні вплив діляться на оборотні та необоротні. Безпосередньо зміна характеристик елемента описується температурними коефіцієнтами: ТКХ показує зміну параметра Х при збільшенні температури T на один градус.
{\displaystyle \alpha _{X}={\frac {dX}{X{dT}}}} .
- Температурний коефіцієнт опору абоТКО

{\displaystyle \alpha _{R}={\frac {dR}{R{dT}}}}
- Температурний коефіцієнт ємності або ТКЄ

{\displaystyle \alpha _{C}={\frac {dC}{C{dT}}}}
- Температурний коефіцієнт індуктивності або ТКІ

{\displaystyle \alpha _{L}={\frac {dL}{L{dT}}}}
На додаток можна навести приклад незворотної зміни параметра. Подібні зміни можуть відбуватися з різних причин, таких як старіння або ж порушення умов експлуатації.
- ТКНЄ — незворотна зміна ємності {\displaystyle TKHE={\frac {dL}{L}}} ,

де dT — приріст температури, R — опір, C — ємність, L — індуктивність.

#### Механічний вплив
Механічний вплив на електроелемент призводить до катастрофічних відмов або викликає порушення герметичності. Відношення електроелементів до механічних вібрацій характеризується наступними властивостями:
- Віброміцність — властивість електроелементів протистояти руйнівній дії вібрації і після тривалого впливу зберігати здатність до виконання своїх функцій.
- Вібростійкість — здатність електроелементів виконувати свої функції в умовах вібрації. Найбільш небезпечний резонанс.

### Надійність
Надійність — це властивість елемента виконувати всі задані функції протягом необхідного часу при певних умовах експлуатації, і зберігати основні параметри в межах заданих допусків. Надійність характеризується:
- Гарантійним терміном служби.
- Інтенсивність відмов λ (t), тобто відношення кількості елементів n, які відмовили протягом часу Δt, до добутку кількості елементів n, працездатних до початку проміжку, на тривалість цього проміжку Δt. {\displaystyle \lambda (t)={\frac {\Delta n}{N_{n-1}{\Delta t}}}} Для зменшення інтенсивності відмов можна використовувати полегшений режим роботи елементів.
- Ймовірність безвідмовної роботи.